# Hahnia spinata
Hahnia spinata är en spindelart som beskrevs av Benoit 1978. Hahnia spinata ingår i släktet Hahnia och familjen panflöjtsspindlar.
Artens utbredningsområde är Kenya. Inga underarter finns listade i Catalogue of Life.